# 海鱒
海鳟（学名：Salmo trutta morpha trutta）是欧洲人中对褐鳟的溯河洄游亚种的俗称。而在世界其他地区，“海鳟”一词有时会被用来形容其它有洄游习性的鲑科鱼类，比如银鲑、溪红点鲑、北极红点鲑、割喉鳟和花羔红点鲑。一些不属于鲑科的鱼类，比如石首鱼科犬牙石首鱼属的云纹犬牙石首鱼、沙犬牙石首鱼和银色犬牙石首鱼，在英语中也会被称为“海鳟”。